# 石川奈津紀
石川 奈津紀 （いしかわ なつき、1989年10月11日 - ）は、日本のフリーアナウンサー。宮城県仙台市出身。TBSスパークル（キャスト・プラス）所属。

## 人物
岩手大学教育学部卒業後、2012年2月にNTT東日本へ就職。2014年2月に同社を退社。退社後の2014年にNHK山形放送局の契約キャスターに採用され、『ニュースやまがた6時』などの番組に出演。2016年3月からはNHK仙台放送局へ勤務、『ひるはぴ』などの番組に出演した。
2018年3月、NHKを退局後、活動の拠点を東京に移動。同年4月、『TBS NEWS』のキャスターに就任。
関西アナウンススクール出身。

## 出演番組
- TBS NEWS（2018年4月 - 2021年3月） - キャスター
- 邪神の天秤　公安分析班(2022年2月13日 - 、WOWOW) - レポーター 役